# Hszin-dinasztia
A Hszin (Xin)-dinasztia (9 – 23) rövid életű állam volt, melyet Vang Mang (Wang Mang) alapított, aki Ping császár és a gyermek Liu Jing (Liu Ying) trónját követelte. Vang Mang (Wang Mang) halála után a Han-dinasztiát Liu Hsziu (Liu Xiu), Han Csing-ti (Han Jingdi) távoli utódja állította helyre, így a Hszin (Xin)-dinasztiát a Han-dinasztia interregnumának tekintik, mely a nyugati és a keleti Han-dinasztiát választotta el.

## Története
A Nyugati Han-dinasztia bukásához évszázados belső problémák vezettek. A birodalom i. e. 80-tól a császár diktatúrája volt, amelyben minden kormányzati posztot csakis az ő családtagjai tölthettek be. Han Vu-ti (Han Wudi) uralkodásának vége felé, s különösen utódjai alatt a parasztok terhei növekedtek, fokozódott a földkoncentráció, ami az uralkodóház meggyengüléséhez vezetett. A tehetetlen császárok kezéből a tényleges hatalom a császárnéi családok kezében összpontosult. Vang Mang (Wang Mang) (王莽; i. e. 45 – i. sz. 23), az egyik császárné unokaöccse i. sz. 9-ben palotaforradalmat hajtott végre, s Hszin (Xin) („Új”) néven saját dinasztiát alapított. A feszültségek enyhítése érdekében visszaállította a kútföldrendszert, az uralkodó tulajdonának nyilvánított minden földet, megtiltotta a rabszolgák adásvételét, a sólepárlást, a vasöntést és a szeszfőzést állami monopóliummá nyilvánította. Új, ókori típusú pénzt bocsátott ki, megváltoztatta a mértékegységek etalonját és minden rangot, intézményt megváltoztatott.
Vang Mang (Wang Mang) reformjainak alapjául a sok klasszikus részletet tartalmazó, de nem túl régi kompiláció eredményeképpen összeállított Csou szertartásai című mű szolgált, amely részletes leírást tartalmaz a Csou (Zhou) adminisztrációs rendszerről, a hivatali rangokat pedig a Föld, az Ég, és a Négy Évszak hivatalnokai közt osztja szét.
Vang Mang (Wang Mang) radikális reformjai azonban eredménytelennek bizonyultak, azokat képtelen volt következetesen végrehajtani. Az állandó bizonytalanság és a természeti csapások hatalmas felkelésekhez vezettek. Ezek közül a legjelentősebb az i. sz. 17-es Lülin- (綠林) („Zölderdő”) felkelés és a 18-as vörösszemöldökűek (cse-mej (chimei) 赤眉) felkelése volt. Vang Mang (Wang Mang) uralmát a felkelők i.sz. 23-ban megdöntötték. A főváros Csang'an (Chang'an) bevételéért vívott csatában, a császár maga is elhunyt. Holttestét a lázadók feldarabolták, a fejét pedig az ideiglenes főváros városfalára tűzték ki. A trónra a Han-ház egyik tagja, Liu Hsziu (Liu Xiu) (劉秀; i. e. 5 – i. sz. 57) került (i. sz. 25), visszaállítva ezzel a Han-dinasztia uralmát.